# Coleophora hamata
Coleophora hamata é uma espécie de mariposa do gênero Coleophora pertencente à família Coleophoridae.